# Paolo Gentiloni
Paolo Gentiloni Silveri, född 22 november 1954 i Rom, är en italiensk politiker. Mellan december 2016 och juni 2018 var han Italiens premiärminister. Han fungerade dessförinnan som utrikesminister i Matteo Renzis regering, som avgick efter ett nederlag i folkomröstningen om en ny grundlag.
I september 2019 nominerades Gentiloni av den italienska regeringen till att bli ledamot i kommissionen von der Leyen I.